# آرزوهای بزرگ (مجموعه تلویزیونی)
آرزوهای بزرگ با نام اصلی درامای کامل (به انگلیسی: Total Drama)، مجموعه انیمیشنی است که در گروه مجموعه‌های واقع نمایانه جای دارد. این مجموعه با چهار فصل همراه با شخصیت‌ها و بازیگران ثابت برای گروه سنی PG-D ساخته شده و تا به حال از کشورهای مختلف دوبله و پخش شده‌است. محور اصلی این سریال بازی‌ها و مسابقات گروهی است. درصد همکاری گروهی و محبوبیت یا درصد اشتباه برای امتیاز نیاوردن گروه از عوامل حذف یک بازیکن در پایان هر قسمت می‌باشد.
این مجموعه موفق به کسب امتیاز 7.3 از 10 از IMDB شده است.
در ۱۷ فوریه ۲۰۲۱ فرش تیوی و اچ بی او مکس خبر از ساخت فصل جدید از این انمیشن را داده اند و پیش بینی میشود تابستان امسال از شبکه کارتون نتورک پخش شود.

## پخش بین‌المللی
| کشور                | نام کانال                                                 | کانال دوم                                 |
| ------------------- | --------------------------------------------------------- | ----------------------------------------- |
| کانادا              | تله تون                                                   |                                           |
| ایالات متحده آمریکا | Cartoon Network                                           |                                           |
| فرانسه              | +Télétoon                                                 |                                           |
| برزیل               | Cartoon Network                                           | Boomerang                                 |
| مکزیک               | Cartoon Network, Boomerang همگی به زبان اسپانیایی می‌باشند |                                           |
| ونزوئلا             | Cartoon Network, Boomerang همگی به زبان اسپانیایی می‌باشند | Televen, Venevisión                       |
| اکوادر              | Cartoon Network, Boomerang همگی به زبان اسپانیایی می‌باشند |                                           |
| پرو                 | Cartoon Network, Boomerang همگی به زبان اسپانیایی می‌باشند |                                           |
| آرژانتین            | Cartoon Network, Boomerang همگی به زبان اسپانیایی می‌باشند |                                           |
| شیلی                | Cartoon Network, Boomerang همگی به زبان اسپانیایی می‌باشند |                                           |
| کلمبیا              | Cartoon Network, Boomerang همگی به زبان اسپانیایی می‌باشند | RCN Televisión                            |
| کاستاریکا           | Cartoon Network                                           |                                           |
| لهستان              | Cartoon Network به سه زبان پولیش، مجاری، رومانی           |                                           |
| مجارستان            | Cartoon Network به سه زبان پولیش، مجاری، رومانی           |                                           |
| رومانی              | Cartoon Network به سه زبان پولیش، مجاری، رومانی           |                                           |
| نروژ                | Cartoon Network به سه زبان                                |                                           |
| سوئد                | Cartoon Network به سه زبان                                |                                           |
| دانمارک             | Cartoon Network به سه زبان                                |                                           |
| انگلستان            | Disney XD هر دو انگلیسی زبان می‌باشند                      |                                           |
| ایرلند              | Disney XD هر دو انگلیسی زبان می‌باشند                      |                                           |
| هلند                | Disney XD                                                 | CARTOON NETWORK                           |
| ژاپن                | Disney XD                                                 | Cartoon Network                           |
| کره جنوبی           | cartoon network korea فقط فصل هفتم پخش گردید              |                                           |
| استرالیا            | ABC1 , ABC3                                               |                                           |
| نیوزلند             | C4 (TV channel)                                           |                                           |
| اسپانیا             | Disney XD                                                 |                                           |
| کاتالونیا           | Disney XD                                                 | Super3                                    |
| عربستان سعودی       | Cartoon Network Arabic زیرنویس عربی                       |                                           |
| روسیه               | Cartoon Network                                           | 2x2                                       |
| قزاقستان            | Cartoon Network                                           | 2x2                                       |
| بلغارستان           | Dieami2                                                   | Cartoonnetwork                            |
| ایتالیا             | K2                                                        |                                           |
| آلمان               | Super RTL                                                 | CartoonNetwork Detuchland (سری دراماراما) |
| اوکراین             | Cartoon Network                                           |                                           |
| ترکیه               | Cartoon Network (Türkiye)                                 |                                           |
| تایوان              | CartoonNetwork Taiwan                                     |                                           |
| چین                 | CartoonNetwork Taiwan                                     |                                           |
| اسرائیل             | Arutz ha yealdim                                          |                                           |
| پرتغال              | Biggs                                                     | RTP2 و RTP1                               |

## صداپیشگان
| شخصیت        | صداپیشگان اصلی (انگلیسی) کانادا | صداپیشگان فارسی                                       |
| ------------ | ------------------------------- | ----------------------------------------------------- |
| کریس مکلین   | کریستین پوتنزا                  | فصل اول، دوم، سوم: مهیار ستاری فصل چهارم: رهام آفتابی |
| سرآشپز       | Clé Bennett                     | فصل اول،دوم،سوم: علي منافي                            |
| بت           | سارا گدون                       |                                                       |
| بریجیت       | کریستین فایرلی                  |                                                       |
| کودی         | پیتر اولدرینگ                   | رهام آفتابي                                           |
| کورتنی       | Emilie-Claire Barlow            | مونا کریمیان                                          |
| دی جی        | Clé Bennett                     |                                                       |
| دانکن        | درو نلسون                       | علی مرادی                                             |
| ایوا         | جولیا چانتری                    | پريسا وظيفه دوست                                      |
| ایزی کل      | پیتر اولدرینگ                   |                                                       |
| جف           | Dan Petronijevic                |                                                       |
| گوئن         | مگان فلنباک                     | ماریا کریمی                                           |
| هارولد       | برایان فراود                    |                                                       |
| هدر          | رایچل ویلسون                    | مونا کریمیان                                          |
| ایزی         | کتی کرون                        | ماريا كريمي                                           |
| جاستین       | آدام رید                        |                                                       |
| کتی          | استفان انه میلس                 |                                                       |
| لشونا        | نوی ادواردز                     | مونا کریمیان                                          |
| لینزی        | استفانی انه میلس                | ماريا كريمي                                           |
| نوا          | کارتر هایدن                     | رهام آفتابي                                           |
| اون          | اسکات مک کورد                   | علی مرادی                                             |
| ترنت         | اسکات مک کورد                   |                                                       |
| تایلر        | پیتر اولدرینگ                   |                                                       |
| سیدی         | لاورن لیپسون                    |                                                       |
| الهاندرو     | مارکو گرازینی                   | رهام آفتابی                                           |
| سیرا         | Annick Obonsawin                |                                                       |
| بلینلی       | کارل کویلنز                     | شیما رایان                                            |
| جو           | Dwayne Hill                     | ماريا كريمي                                           |
| برادی        | Dan Petronijevic                |                                                       |
| دی جی اس مور | Clé Bennett                     |                                                       |
|              | Scott McCord                    |                                                       |
|              | Novie Edwards                   |                                                       |

## شخصیت‌ها
بعضی از شخصیت‌ها عبارتند از:
- کریس (Chris McLean): مجری هر شش فصل و اصلی‌ترین شخصیت مجموعه است و دوست دارد شرکت کننده هارا اذیت کند.
- سرآشپز (Chef Hatchet): آشپز سیاه‌پوست و قوی هیکل و بداخلاق (دستیار اصلی کریس).
- گوئن (Gwen): دختری با ظاهر گوتیک و دوست دختر دانکن است. او خشن سرد هوشمند، مستقل و منطقی است (نفر دوم فصل اول).
- ترنت (Trent): پسر گیتاریست، آرام، مهربان و اجتماعی. او عاشق گوئن است.
- هدر (Heather): دختر از خود راضی و مغروری که همیشه خودش را رئیس گروه می‌داند (برندهٔ فصل سوم).
- لشوانا (LeShawna): دختری سیاه‌پوست و کمی چاق با روحیه‌ای مهربان است دوست صمیمی گوئن.
- ایزی (Izzy): دختری با موهای نارنجی و دوست‌دار مواد منفجره و دیوانه.
- اون (Owen): چاق‌ترین شرکت کننده مسابقات و کمی پرخور و دست و پا چلفتی (برندهٔ فصل اول).
- دانکن (Duncan): پسری ایمو با تعدادی پرسینگ رو صورتش خشن مستقل که دوست پسر و عاشق گوئن است (برنده فصل دوم)
- دی جی (DJ): پسری سیاه‌پوست که اهل جامائیکا است و عاشق حیوانات و مادر خود است.
- جف (Geoff): پسری خوش‌لباس و خوش‌هیکل که در سواحل غربی به دنیا آمده و بزرگ شده‌است دوست پسر بیریجیت.
- هارولد (Harold): پسری مو قهوه‌ای که مطالعات علمی زیادی داشته و تقریباً دانشمند گروهش است ولی کسی به او اهمیت نمی‌دهد.
- بت (Beth): دختری که در یک مزرعهٔ کشاورزی متولد شده و مهربان و زشت (نفر دوم فصل دوم).
- جاستین (Justin): پسری که به خاطر مانکن بودنش و قراردادهایش دست به انجام هر کاری نمی‌زند.
- لیندسی (Lindsay): دختر بلوند و خوشگلی که دارای روحیات عاشقانه است ولی آنقدر خنگ است که به ملکهٔ خنگ‌ها معروف شده.
- کرتنی (courtney): دختری مو خرمایی، عصبی و پر مدعا که عاشق دانکن است و به رابطه گوئن و دانکن حسادت دارد و برای آن رقابت سختی با گوئن دارد.
- ایزیکل (ezekiel): پسری روستایی که در خانه درس خوانده‌است و در سری سوم او به یک زامبی ترسناک تبدیل می‌گردد و مسافر قاچاقی هواپیما.
- نوا (noah): پسر بدشانسی که اون دوست اوست.
- بریجیت (bridgette): دختر موج‌سوار و یوگی است که دوست دختر جف است.
- آلهاندرو (alejandro): پسری شیطان با قلب سنگی که دخترها را بازیچه خود می‌کند تا بازی را ببرد و حتی به دوستانش هم خیانت می‌کند تا مقام اول را بگیرد در همان فصل که وارد مسابقه می‌شود همه دخترها به جز گون شیفتهٔ او می‌شوند ولی هدر قلب او را تکان می‌دهد (نفر دوم فصل سوم).
- ایوا (Eva): دختر که ورزشکار است اما اخلاق خشنی دارد.
- تایلر (TYLER): پسری دست و پا چلفتی و ورزشکار و عاشق لیندسی است.
- سیارا (sierra): دختری که عاشق کودی و کریس است و از همه رازهای کریس خبر دارد.
- کودی (cody): پسری ساده از اختلافات خوشش نمی‌آید و از سیرا فراری است او یکی دیگر از شیفته‌های گوئن نیز هست.
- سیدی(Sadie): دختری چاق و دارای پوست روشن که خواهر کیتی است و به او وابستگی شدید دارد.
- کیتی(Katie): دختری لاغر و دارای پوست تیره که خواهر سیدی است و به او وابستگی شدید دارد
- بلینلی (blaineley): دختری که در اصل یکی از مجریان پشت صحنه این مجموعه بود اما به مسابقه راه پیدا کرد.
- زویی (zoey): دختر خوب و مهربانی است که برای دوست پسر پیدا کردن به مسابقه آمده (نفر اول فصل پنج)
- استیسی (staci): خیلی دروغ می‌گوید و اطرافیانش ا با حرفهایش خیلی سریع ناراحت می‌کند.
- داون (dawn): بیشتر خجالتی دیده می‌شود و جادوگری می‌خواند.
- داکوتا (dacota):دختر زیبا و پولداری است که باعث برانگیختن حسادت کریس می‌شود.
- لایتنینگ (lightning):پسر با عضله و ورزشکار و کمی مغرور (نفر دوم فصل چهار)
- جو(jo):دختری که اخلاق و قیافه ای پسرانه دارد ورزشکار است و زورگو است.
- بی(B):پسری که اصلاً حرف نمی‌زند و خیلی ساکت است.
- اسکات(scott):پسری که سعی می‌کند با بازنده کردن گروه و ایجاد اختلاف بین بازیکنان، خود را به فینال برساند ولی مشکل بزرگ او ترس از کوسه است.
- مایک(mike):پسری که دچار بیماری چند شخصیتی است و البته عاشق زویی شده.
- آن ماریا(Annr marie): دختر برنزه و زیبا ولی در عین حال بد اخلاق و خشنی است که عاشق مایک است و به همین دلیل با زویی رقابت سختی دارد.

## فصل‌ها
| فصل       | عنوان فصل              | برنده      | نفر دوم  | توضیحات |
| --------- | ---------------------- | ---------- | -------- | --- |
| فصل اول   | جزیره آرزوها           | اون        | گون      | تمامی مسابقات در یک جزیره خارج از شهر اتفاق می‌افتد. |
| فصل دوم   | آرزوهای مهیج           | دانکن      | بت       | مراحل بازی در این فصل مربوط به سینما می‌باشند و در یک شهرک سینمایی اجرا می‌شوند. |
| فصل سوم   | تور جهانی آرزوها       | هدر        | الهاندرو | در این فصل کل مسابقات در یک تور جهان‌گردی انجام می‌شود که هر چند بازی در یک کشور اتفاق می‌افتد. |
| فصل چهارم | انتقام آرزوها          | کمرون      | لایتنینگ | در این فصل شخصیت‌های جدید اضافه می‌شوند و قرار است به جزیره واواناکوا (کمپی که در فصل اول در آن اجرا شد) بازگردند اما این دفعه کمپ به علت‌های نامعلومی رادیواکتیویته گردیده، این فصل در ژانویه ۲۰۱۲ در تله تون نشان داده شد. |
| فصل پنجم  | ستاره‌های آرزوها        | زویی       | مایک     | در ۲۸ ژوئن ۲۰۱۱ برای اولین بار کریستین پوتنزا دوبلور نقش اصلی (کریس) خبر از پیش ساخت سری پنجم این مجموعه داد. |
| فصل ششم   | راز جزیره آرزوها       | شاون       | اسکای    | |
| فصل هفتم  | سری مسابقات دیوانه وار | جف و برودی |          | |
| فصل هشتم  | بازگشت جزیره آرزوها    |            |          | |